# Robert B. Mantell
Robert B. Mantell, nato Robert Bruce Mantell (Irvine, 7 febbraio 1854 – Atlantic Highlands, 27 giugno 1928), è stato un attore scozzese.

## Biografia

Mantell in Monbars, 1887

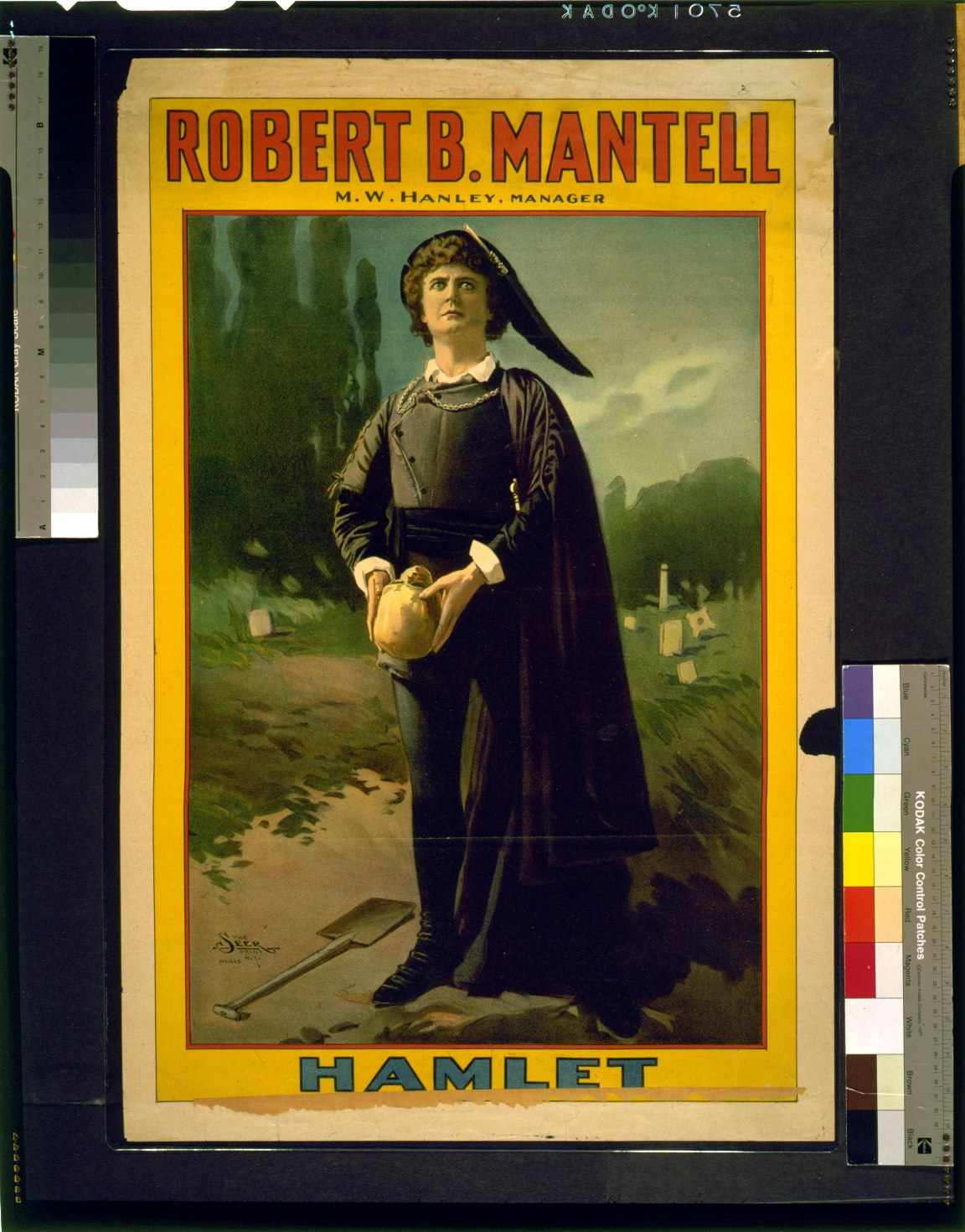
Mantell in Amleto, 1890

Studiò e si formò artisticamente a Belfast, in Irlanda del Nord, dove esordì sul palcoscenico con il nome d'arte di Robert Hudson, assumendo il suo nome Mantell dopo essere entrato nella compagnia dell'attrice polacca Helena Modjeska nel 1878, assieme alla quale realizzò una tournée in America, nello stesso anno, lavorando nelle rappresentazioni di Romeo e Giulietta e in East Lynne della scrittrice Ellen Wood.
Lavorò costantemente in America e in Gran Bretagna e ottenne un buon successo nelle opere shakespeariane.
Nel corso della sua carriera Mantell recitò nell'Amleto, Otello (come Iago e Otello, accanto a Desdemona-Hamper), Romeo e Giulietta (al fianco di Hamper), Riccardo III, Re Lear, Macbeth, Il mercante di Venezia, Giulio Cesare e Re Giovanni.
Quando morì nel 1928, era apparso in circa 4.900 spettacoli shakespeariani, forse più di ogni americano nella storia del palcoscenico.
Oltre all'attività teatrale, in età avanzata recitò in numerosi film muti, incominciando nel 1915, a 61 anni, lavorando presso i Fox Studios, con il regista e sceneggiatore canadese J. Gordon Edwards, che ha diretto tutti i suoi film tranne l'ultimo.
Mantell si distinse per l'operosità e il grande impegno professionale; inoltre si sposò cinque volte con le attrici protagoniste con cui recitò, restando per due volte vedovo.
La sua terza moglie fu l'attrice Charlotte Behrens, che si innamorò di Mantell, ma morì in circostanze non chiarite, dopo due anni di vita matrimoniale.
La sua quarta moglie, l'attrice Marie Booth Russell, morì anche lei in giovane età, di malattia di Bright, nel 1911.
La quinta moglie di Mantell, Genevieve Hamper, sopravvisse a lui quando morì a settantaquattro anni, nel 1928, in seguito a un collasso nervoso.
Il figlio di Mantell, Robert B. Mantell Jr. è apparso in alcuni film prima del suo suicidio.
Clarence J. Bulliet ha scritto la sua biografia, Romance di Robert B. Mantell, nel 1918.

## Filmografia
- Blindness of Devotion, regia di J. Gordon Edwards (1915)
- The Unfaithful Wife, regia di J. Gordon Edwards (1915)
- The Green-Eyed Monster, regia di J. Gordon Edwards (1916)
- A Wife's Sacrifice, regia di J. Gordon Edwards (1916)
- The Spider and the Fly, regia di J. Gordon Edwards (1916)
- Tangled Lives, regia di J. Gordon Edwards (1917)
- Under the Red Robe, regia di Alan Crosland (1923)